# Góra Skałka
Góra Skałka – wzgórze o wysokości 455 m n.p.m. Znajduje się na Wyżynie Olkuskiej na północ od centrum miejscowości Paczółtowice w województwie małopolskim.
Znajduje się tu pole golfowe i wyciąg narciarski.
Zobacz też: Skałka